# Ravilia Salimova
Ravilia Nadzhipovna Salimova (Sho`rchi, 8 de agosto de 1941-Taskent, 1 de julio de 2019 fue una jugadora de baloncesto rusa. Consiguió seis medallas en competiciones oficiales con URSS.